# 甘達 (安哥拉)
甘達（葡萄牙語：Ganda），是個位於安哥拉西部的城鎮，由本吉拉省負責管轄，西鄰庫巴爾，面積4,817平方公里，2006年該城鎮人口207,625，人口密度每平方公里43人。